# Manu Zimmer
Pour les articles homonymes, voir Zimmer.
Manu Zimmer (né Emmanuel Zimmer le 7 décembre 1970 à Dakar) est un artiste sénégalais, chanteur, auteur-compositeur de musique capverdienne (Funana, Cabo, Cabo love), de musique des Antilles françaises (Zouk) bissau-guinéenne (Gumbé) et  angolaise (Kizomba, Tarrachinha). Il réside à Lisbonne au Portugal.

## Biographie
Originaire des îles du Cap-Vert, né au Sénégal, Emmanuel Zimmer, dit Manu Zimmer (dont le nom est parfois orthographié sur certains albums en tant que « Manu Zimer ») s’intéresse dès son enfance à la musique, en fredonnant des airs de chansons françaises. C’est à 13 ans qu’il acquiert son tout premier clavier. En 1989, il entame des études au conservatoire de musique, mais il les abandonnera peu de temps après pour parfaire sa pratique. Autodidacte, il se formera sur divers instruments de musique (guitare, synthétiseur) et sur le chant.
Au cours des années 1990, il formera le groupe Zouk Anmony avec 2 autres musiciens. Leurs répétitions se faisaient au domicile de ses parents, rue Malenfant, situé dans le centre-ville de Dakar où il passera une majeure partie de son enfance. Leurs instruments étaient même rudimentaires. Peu à peu, Manu Zimmer et son groupe se feront connaître dans la capitale en se produisant au festival de musique de Soumbédioune à Dakar et dans les plus grands night-clubs de la ville. Le groupe se sépara par la suite.
En 1996, Manu Zimmer produit l’album Traidora de son groupe Os Conquistadores, dont il faisait partie, ce qui lança sa carrière musicale.
Manu Zimmer collabora avec d’autres groupes tels que le Kassé Star, dont le leader du groupe était Alioune Kassé, sur l’album « Waw Coumba » en 1997 et participa à des concerts et des tournées nationales et dans d’autres pays au sein de l’Afrique de l’Ouest.
En 2003 et en 2005 (Source à confirmer), Manu Zimmer participe à plusieurs concerts en France et en Suisse, accompagné d'autres chanteurs-producteur Sénégalais.
Grâce au producteur et chanteur Manu Lima, ancien membre du groupe Cabo Verde Show, il rencontra et collabora avec l’artiste Sénégalaise Coumba Gawlo Seck ainsi que d’autres  artistes comme Demba Dia « Rock Mbalakh », Ali Hachem...
Depuis le début des années 2000, Manu Zimmer produit, arrange et mixe des albums de musique.

## Discographie

### Collaborations
- à compléter

### Vidéos
- 2009 : Clip vidéo[6] du titre Nha Anjo protetora (feat. Manu Zimmer) de l'album Nha Anjo protetora du chanteur Kulas Nichols Cabral.

## Vie privée
- Manu Zimmer réside actuellement (2015) à Rillieux la pape (dept 69) en location.
- Manu Zimmer résidait dans le centre-ville de Dakar depuis sa naissance jusqu'en 2005 où il s'installa en banlieue de Lisbonne au Portugal.
- Manu Zimmer est métisse : son père était un métisse franco-sénégalais de Saint-Louis et sa mère est d'origine cap-verdienne.
- Manu Zimmer est le beau-frère du fondateur de la marque de produits de beauté naturels Evanel[7].